# Zweite Heilbronner Synagoge

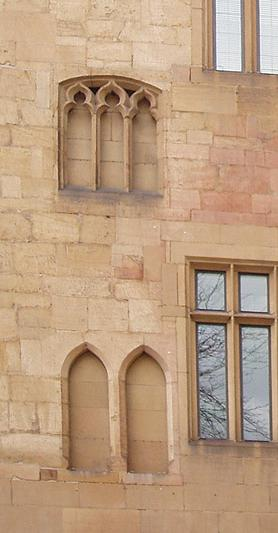
Gotische Fenster aus dem 14. Jahrhundert am Heilbronner Rathaus, zum Kieselmarkt hin

Die Zweite Heilbronner Synagoge (1357–1490) am Kieselmarkt war das Zentrum der jüdischen Gemeinde in Heilbronn im späten Mittelalter. Am Heilbronner Kieselmarkt bestanden die zweite Synagoge (1357), die rituellen Bäder und ein Friedhof der Heilbronner Juden. Nach dem Stadtverbot für Juden im späten 15. Jahrhundert wurde das Gelände von der Reichsstadt Heilbronn erworben und überbaut.

## Geschichte

### Synagoge
Die zweite Synagoge stand an der Lohtorstraße. Mit ihrem Bau wurde im Monat Adar (Februar/März) des Jahres 1357 durch Mose, Sohn des Eljakim, begonnen. Sie ersetzte die 1349 verbrannte Synagoge Ecke Lohtorstraße/Sülmerstraße. Diese Synagoge wird als „einen ganzen Stock aus Stein“ beschrieben.
Die jüdische Gemeinde erhielt 1414 einen Schutzbrief von König Sigismund und konnte sich auch gegen ein 1437 verhängtes Stadtverbot zur Wehr setzen. Im späten 15. Jahrhundert hat die Stadt Heilbronn das Stadtverbot dann jedoch effektiv umgesetzt, woraufhin sich die Heilbronner Juden vorwiegend in den umliegenden reichsritterschaftlichen oder Deutschordens-Orten niederließen.
Für einen Verbleib der Juden und ihrer Einrichtungen in Heilbronn war der Reichserbkämmerer Philipp der Ältere von Weinsberg, der einen Teil seiner Einnahmen aus der von ihm für den Kaiser eingezogenen Judensteuer bezog. Kaiser Friedrich III. bevollmächtigte jedoch im Mai 1490 seinen Kammerprokurator Heinrich Martin, die Verkaufsverhandlungen mit der Stadt Heilbronn zu führen. Im September 1490 einigte man sich auf einen Preis von 250 Gulden für Synagoge, Judenschule und Friedhof. Der Kaiser genehmigte den Verkauf im November 1490 und Heinrich Martin wies die Stadt am 13. Dezember 1490 an, ihren Stadtschreiber mit der geforderten Summe zur Geldübergabe nach Bretten zu senden.
Die Juden Abraham von Kaltenwesten und Naten von Talheim protestierten zwar am 15. Januar 1491 im Namen der gesamten Heilbronner Juden gegen den Verkauf, aber es blieb für die kommenden Jahrhunderte beim Stadtverbot für die Juden. Die ehemalige Synagoge scheint die Stadt rasch weiterveräußert zu haben, denn 1497 zahlt Jos Unverworren der Stadt 14 Schilling und 4½ Hellerzins Steuer aus seinem Haus „das die Judenschul gewest ist“.

### Mikwe
Verschiedene Mikwaot (hebr. מקװאות) sind nachweisbar erstens an der Stelle des Hauses Kieselmarkt 1, zu dem eine unterirdische Verbindung zur zweiten Mikwa (hebr. מקוה) der zweiten Synagoge in der Lohtorstraße 22 bestand, und drittens in dem früheren Eckhaus Lammgasse/Lohtorstraße 33. Da sich die Mikwa nahe dem ersten jüdischen Friedhof unmittelbar am Rathaus, am Kieselmarkt befand, könnte es sich dabei zuerst um einen Totenwaschraum gehandelt haben, der nach Stilllegung des Friedhofes 1415 in ein rituelles Bad umgewandelt wurde. 1518 wird die Mikwa als „Judenbad in der Nähe des Lederhauses“ erwähnt. Später soll sie als Färbhaus gedient haben. Die unterirdischen Verbindungswege zu den Mikwot sind nach 1944 entdeckt und kurz vor 1956 mit Trümmern der Stadt aufgefüllt worden.

### Mittelalterliche Judenfriedhöfe in Heilbronn

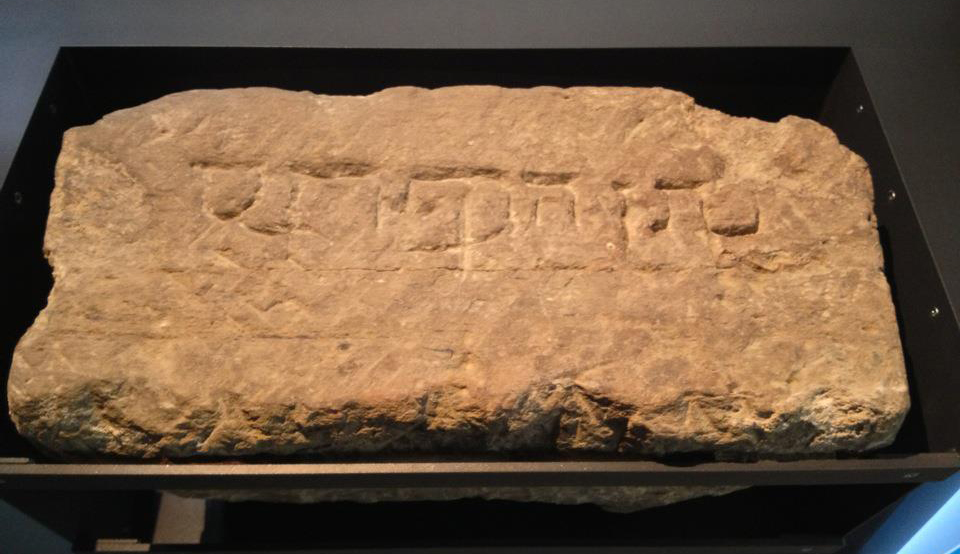
Grabstein für Nathan haParnass

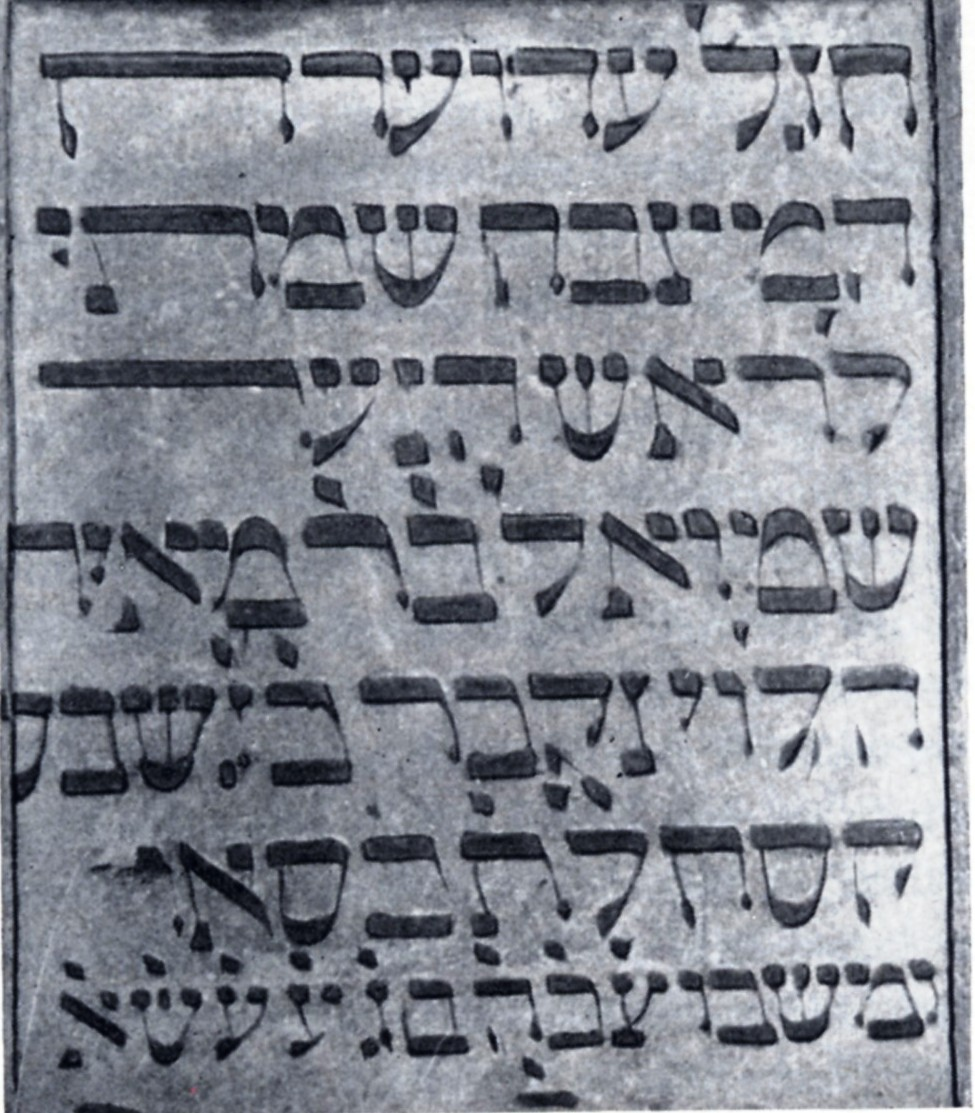
Grabstein vom 22. Januar 1408 des Samuel Bar Majr (hebr. שמואל בַר־מאירִ)

An der ehemaligen Judengasse (heute Lohtorstraße) befand sich am Kieselmarkt ein Judenfriedhof, (hebr. בית עלמין „Beth Olamin“, Haus der Ewigkeiten).

#### Vor 1000
Im Keller der zweiten Synagoge in der Lohtorstraße 22 wurden auch unterirdische Grabanlagen aus dieser Zeit, so genannte Ossuarien, gefunden. Unterirdische Grabanlagen war durchaus üblich. So benutzten die Sephardim zur Zeit der Staufer in Unteritalien und Sizilien Katakomben, wo die Toten ihre „Totenwelt“ hatten. Ähnlich bei den Ptolemäern in Alexandria.
Das erklärt die Tatsache, dass jüdische Grabsteine in Deutschland vor dem Jahre 1000 nicht zu finden waren. Nach mediterraner Sitte fand die Beisetzung der Toten in Katakomben in Nischen oder Ossuarien (Knochenkisten) statt. Die Nischen werden nach der Beisetzung mit einem Grabstein vermauert, auf dem der Name des Beigesetzten steht. Ein Beleg für die unterirdische Beisetzung wurde 1944 nach dem großen Luftangriff auf Heilbronn  gefunden: Im unterirdischen Gewölbe der 1357 darüber erbauten zweiten Synagoge, (später Gasthaus zur Fischerstube) befand sich ein 21 × 50 cm großer Sandsteinquader mit der Inschrift Nathan haParnass (hebr. נתן הפרנס) d. h. Nathan der (Gemeinde-)Vorsteher. Die Form der Schrift stammt vermutlich aus dem 10. und 11. Jahrhundert. Mangels Ehrenbezeugungen oder Segenswünsche, die seit dem 11. Jahrhundert üblich waren, kann der Grabstein des Ossuars von Nathan haParnass auf die Zeit vor 1100 datiert werden. Der Grabstein des Nathan haParnass befindet sich im Haus der Stadtgeschichte.

#### Nach 1000
Der Begriff Kieselmarkt stammt vermutlich von den Kieseln. Da die Toten eines jüd. Friedhofes nicht mit gärenden, säuernden oder sonstigen Nebenprodukten der Zersetzung verunreinigt werden sollen, verzichtet man auf Blumenschmuck, stattdessen werden kleine Steine oder Kieselsteine auf die Grabplatten gelegt. Ein Beleg für den jüdischen Friedhof am Rathaus („Kieselmarkt“) ist ein geretteter Grabstein für Samuel (schmu'el = Gott hat erhört) Bar (Sohn) Majr (hebr. שמואל בַר־מאירִ), der auf dem jüdischen Friedhof am Kieselmarkt am 22. Januar 1408 begraben wurde. Der an das Rathaus angrenzende jüdische Friedhof wurde 1490 gemeinsam mit der Judenschule angekauft und mit reichsstädtischen Gebäuden überbaut. Der Grabstein des Samuel Bar Mejr befindet sich im Lapidarium (Milchhof) zu Heilbronn.

#### Nach 1415
Im November 1415 stellten die Heilbronner Juden beim Rat eine Anfrage bzgl. eines neuen jüd. Friedhofs. Jüdische Gräber dürfen nämlich nicht wiederbelegt werden, so kam es, dass der Friedhof am Kieselmarkt wegen Vollbelegung nicht mehr benutzt werden durfte. Der Rat gab den Heilbronner Juden einen „judenkirchhoff uff unserm wasen by den garten“ vor dem Brückentor auf der anderen Neckarseite. Der „judenkirchhoff“ findet in den Urkundenbüchern 1426, 1478 und 1480 Erwähnung. 1486 wird ein städt. Grundstück als beim „Judenkirchhof gelegen“ bezeichnet. 1855 konnte bei Arbeiten für den Hafen ein Grabstein aus dem Jahre 1420 des „Judenkirchhofs“ geborgen werden und wurde daraufhin auf den jüdischen Friedhof nach Sontheim verbracht.
In der Nähe des zweiten Judenfriedhofs befanden sich auch die „Hexensäulen“. Nach jüdischer Tradition gibt es keine Wiederauferstehung nach der Verbrennung. Deshalb bedeuteten die „Judenbrände“, d. h. die Verbrennungen von Juden, insbesondere von Jüdinnen an den „Hexensäulen“ in unmittelbarer Nähe zu ihrem Friedhof ein besonderes Unglück für die Betroffenen.